# San Miguel (Panama)
San Miguel è un comune (corregimiento) della Repubblica di Panama situato nel distretto di Balboa, provincia di Panama, di cui è capoluogo. Si estende su una superficie di 129,9 km² e conta una popolazione di 1.044 abitanti (censimento 2010).